# عبدلحک هرباچ
عبدلحک هرباچ (به عربی: عبد الحق خرباش ؛ زادهٔ ۲۵ ژوئن ۱۹۹۵) یک کشتی‌گیر آزادکار اهل الجزایر است. وی سابقه حضور در المپیک ۲۰۲۰ توکیو را دارد.